# 黄庭堅

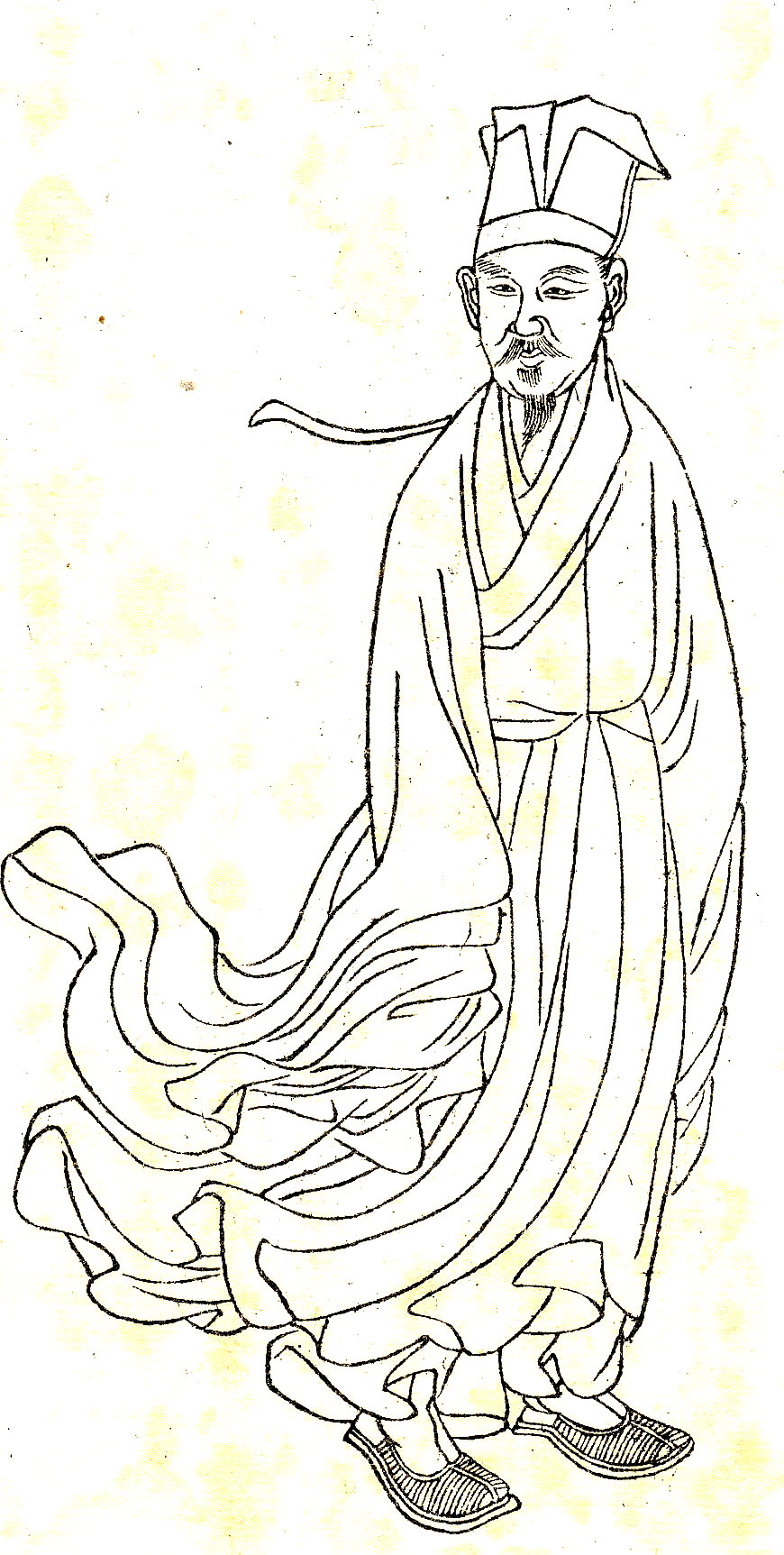
黄庭堅・『晩笑堂竹荘畫傳』より

黄 庭堅（こう ていけん、慶暦5年6月12日（1045年7月28日）- 崇寧4年9月30日（1105年11月8日））は、中国北宋の士大夫、政治家・書家・詩人・文学者である。洪州分寧県（現在の江西省九江市修水県）の人。
字は魯直（ろちょく）、号は山谷道人（さんこくどうじん）、涪翁（ふうおう）などがある。黄山谷と呼ばれることが多い。師の蘇軾と並んで宋代の代表的詩人とされ、書家としては蘇軾・米芾・蔡襄（蔡京）とともに宋の四大家に数えられる。

## 生涯
治平3年（1066年）に23歳で進士に及第した。黄庭堅は王安石の新法派と意見を対立させたため、葉県県尉・北京国子監教授・太和知県・徳平鎮監などに赴任させられている。元豊8年（1085年）に新法派を支えた神宗が没すると旧法派が権力を奪取し、黄庭堅は首都汴京にて校書郎・著作左郎・起居舎人など中央官僚として活躍した。34歳のころ蘇軾と知り合い、秦観・晁補之（ちょうほし）・張耒（ちょうらい）とともに蘇軾門下となり蘇門四学士と称された。汴京ではこの他にも多くの文人達と交友した。
しかし、紹聖元年（1094年）以降、新法派が再度実権を握ると黄庭堅は左遷され、夔州路の涪州・黔州、梓州路の戎州に貶謫されてしまう。崇寧2年（1103年）に讒言を受けて宜州へ流刑となり、崇寧4年（1105年）にその地で病没した。享年61。南宋の度宗のとき名誉が回復され文節の諡号が贈られた。
地方への赴任は、自然を愛でて詩書画に耽溺する時間が許され、必ずしも不幸であったとはいえない。また仏門に帰依し老荘思想に傾倒するような自由な精神活動が行えた。むしろ黄庭堅の革新的な芸術を開花させるに理想的な環境であったといえる。
また親孝行でも有名であったらしく、二十四孝の一人として知られている。

## 書

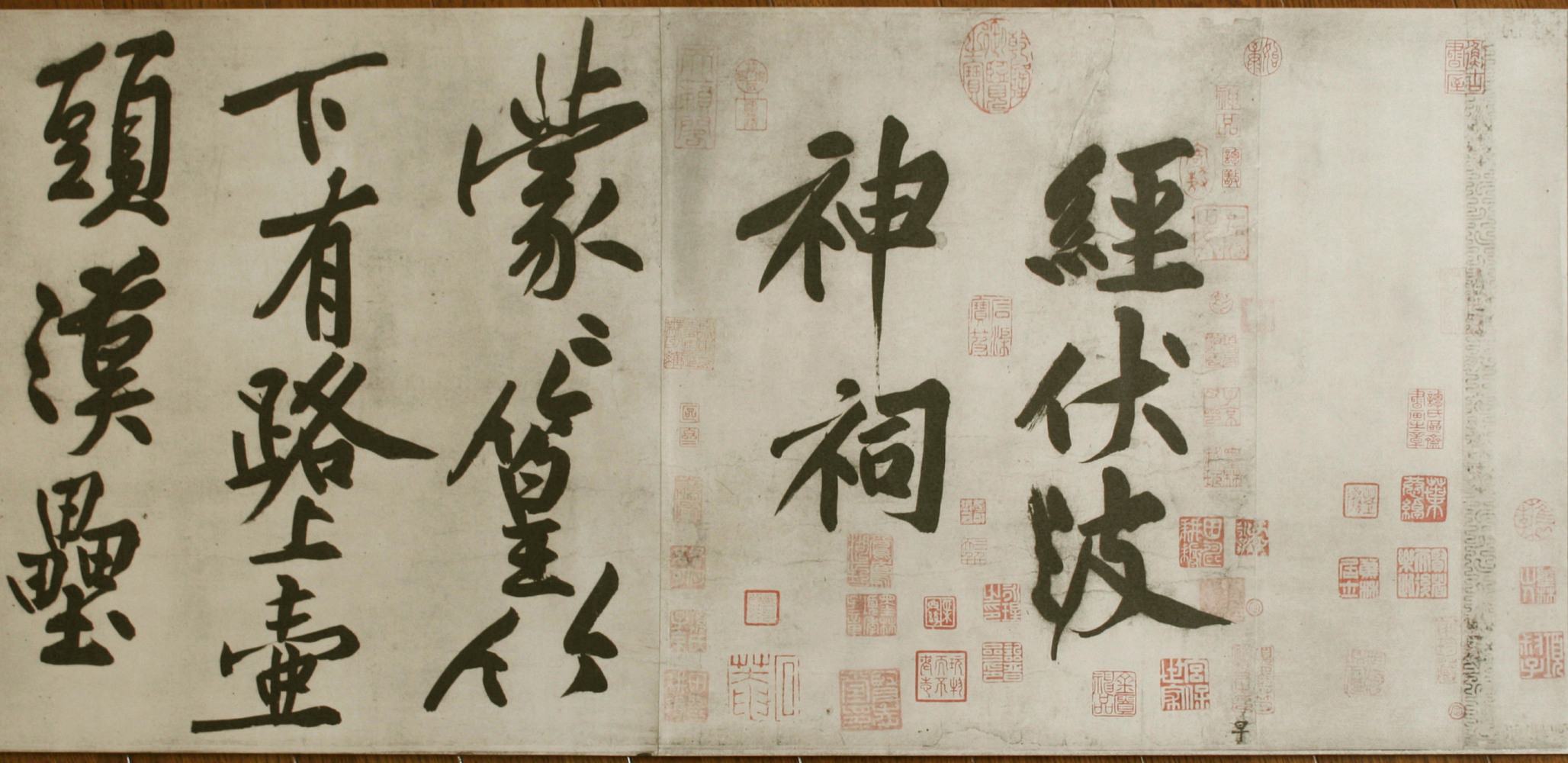
『伏波神祠詩巻』黄庭堅書（部分）紙本33.6×820.6cm、永青文庫蔵
【釈文】経伏波／神祠／蒙蒙篁竹／下、有路上壷／頭。漢塁／麏鼯闘、／蠻溪霧

黄庭堅は草書をもっとも得意とした。若いときから草書が好きで、初め宋代の周越を師としたが、越に学んでから20年ほどの間は古人の用筆の妙を悟れず、俗気にとらわれてそれを脱することができなかった時期である。黄庭堅がもっとも苦しんだのがこの俗気を脱することであった。
その後顔真卿・楊凝式・懐素などの影響を受け、また潤州の焦山崖辺にある六朝時代の碑文『瘞鶴銘』の書体から啓発を受けて、丸みの有る文字が連綿と繋がる独自の草書体を確立した。明らかに懐素の影響を受けていながら、筆跡の曲折は手厚く懐素のリズムと完全に異なっている。
行書は洗練されてなお力強くて、独特の創造的書法をもつ。これらの書法は後世に対して大きい影響を与えた。そのため北宋の書道界の傑出した存在となり、蘇軾と並び評価が高い。黄庭堅と蘇軾・米芾・蔡襄をして宋の四大家と称される。

### 書作品
作品には『伏波神祠詩巻』・『黄州寒食詩巻跋』・『松風閣詩巻』・『李白憶旧遊詩巻』などが知られる。

#### 伏波神祠詩巻
『伏波神祠詩巻』（ふくはしんししかん）は、建中靖国元年（1101年）5月、荊州で劉禹錫の「経伏波神祠詩」（ふくはしんしをへるのし）一首を楷書に近い行書で書いたもので、晩年の傑作として著名である。毎行3から5字、46行にわたる大作で、張孝祥や文徴明らの多くの跋がある。紙本33.6×820.6cm。永青文庫蔵。

#### 黄州寒食詩巻跋
『黄州寒食詩巻跋』（こうしゅうかんじきしかんばつ）は、元符3年（1100年）の書で、蘇軾の『黄州寒食詩巻』に彼が題跋したものである。蘇軾の書も彼の会心の作であるが、この題跋も黄庭堅の作品の中で特にすぐれたものである。
行草体で9行、落款はない。内容は蘇軾の書を評して、「顔真卿・楊凝式・李建中の筆意を兼ねており、蘇軾に再び書かせてもこれほどの出来ばえにはならないであろう。」と讃えている。が、それにもまして黄庭堅の跋は尊敬する蘇軾の書を前にして堂々たる気構えをもって書している。そこには顔真卿と楊凝式の書法を学んだ跡が見られ、しかも禅僧のような気魄に満ちている。

#### 松風閣詩巻
『松風閣詩巻』（しょうふうかくしかん）は、崇寧元年（1102年）の流謫中の書で、晩年の作として特に重視されている。自詠の詩を行書で29行に書いている。この詩巻には顔真卿の他に、柳公権の筆意をも兼ねあわせた筆致がうかがえ、一段と円熟した境地に達している。紙本。台北・国立故宮博物院蔵。

#### 李白憶旧遊詩巻
『李白憶旧遊詩巻』（りはくおくきゅうゆうしかん、李太白憶旧遊詩巻とも）は、紹聖元年（1094年）以後の書で、李白の「憶旧遊寄譙郡元参軍詩」（きゅうゆうをおもい しょうぐんげんさんぐんによするのし）一首を草書で書いたものである。紙本37cm×39.2cm。藤井斉成会有鄰館蔵。

### 日本への影響
書道史家の財津永次によれば、臨済宗の宗峰妙超（大燈国師）には黄庭堅の書風の影響が見られ、また宗峰を介し後醍醐天皇にも影響を与えたという。2020年時点で、宗峰妙超の墨跡は少なくとも5点が、後醍醐天皇の墨跡は少なくとも3点が、国宝に指定されている。

## 詩文
黄庭堅は詩文にも優れ、杜甫の詩と韓愈の文に造詣が深い。杜甫の詩に影響されたのは、黄庭堅の父の黄庶が『伐檀集』（ばつたんしゅう）二巻の著で、杜甫の詩を好んだとしている。これも理由の一つとされる。古人の詩文をもととし、これに創意を加えて新しい作品をつくることをいう「換骨奪胎」の語で知られる詩論を確立し、後世の江西詩派の開祖とされた。
代表作『山谷詩集』でも、書道芸術に対し重要な見解をいくつか発表している。優れた伝統の継承と個性の創造を強調して、その作品で実証してみせている。
| 荊江亭即事     |                                  |                                                      |
| 原文           | 書き下し文                       | 意訳                                                 |
| 翰墨場中老伏波 | 翰墨場中の老伏波                 | わたしは翰林院に馴染めない馬援老将のようであり       |
| 菩提坊裏病維摩 | 菩提坊裏の病維摩                 | 病のため釈迦の下に参ずることがかなわない維摩のようだ |
| 近人積水無鴎鷺 | 人に近づき積水に鴎鷺無く         | 豊かな自然はあっても粋人や友はおらず                 |
| 時有帰牛浮鼻過 | 時に帰牛の鼻を浮かべて過ぐる有り | 無粋な者を相手に無益な時間を過している               |